# Mojkowo (Gronowo Elbląskie)
Mojkowo (deutsch Möskenberg) ist ein Dorf in der Landgemeinde Gronowo Elbląskie (Grunau) im Powiat Elbląski (Elbing) der Woiwodschaft Ermland-Masuren im Norden Polens. Laut der Volkszählung 2011 lebten in dem Dorf 41 Einwohner.